# Аурангабад
Вижте пояснителната страница за други значения на Аурангабад.
Аурангабад (на маратхийски: औरंगाबाद pronunciation, на английски: Aurangabad, на хинди: औरंगाबाद от фарси и урду: اورنگ‌آباد, буквално „издигнат на трона“) е град в щата Махаращра, Индия. Административен център на окръг Аурангабад. Важен туристически център, през който минават маршрути към обектите от световното наследство – пещерните храмови комплекси Аджанта и Елора. Един от новите милионни градове, важен индустриален и образователен център.

## История
Градът е построен през 1604 – 1610 години на мястото на село Хадки от Малик Амбар, министър-председател на Муртаза Низам-шах II, султан на Ахмаднагар. За година на основаване на града се смята 1610 г. Тогава градът е наречен Фатехпур, вероятно в чест на сина на Амбар, Фатх хан.
През 1634 г. в града пристига Аурангзеб, назначен за губернатор на Декан. Той е живял тук до 1644 г., когато се мести в Агра, за да се бори за престола на Великите Моголи.
През 1681 г. Аурангзеб, вече станал император, се връща в Аурангабад и го прави своя столица. Оттук той води успешни войни с независимите султанати в Декан до смъртта си през 1707 г. Изглежда, че градът е преименуван на Аурангабад именно в тези последни години.
През периода на моголите Аурангабад получава прозвището „град на портите“, тъй като характерната му черта са многобройните порти по периметъра му. Днес са останали осем от тях – паметници от епохата на моголите.
Гробницата на Аурангзеб се намира в Хулдабад, малко градче близо до Аурангабад, където се намира и Долината на светиите, мястото, където са погребани 1 500 суфистки светци. С името на Аурангзеб се свързва и по-малкото и опростено копие на Тадж Махал, Биби-Ка-Макбара в северозападната част на града.

## Климат
Аурангабад има полупустинен климат. Средните температури през годината варират от 17 до 33 °C, най-удобното време за посещение през годината е от октомври до февруари. Абсолютната максимална температура е регистрирана на 25 май 1905 г. и възлиза на 45,6 °C. Абсолютният минимум е 2 °C и е регистриран на 2 февруари 1911 г. По-голямата част от валежите падат през сезона на мусоните, който продължава от юни до септември. Между ноември и април понякога има гръмотевични бури. Годишните валежи са 725,8 mm.
| Аурангабад (летище) 1981–2010, · екстремните стойности са за 1952–2012 г. | Аурангабад (летище) 1981–2010, · екстремните стойности са за 1952–2012 г. | Аурангабад (летище) 1981–2010, · екстремните стойности са за 1952–2012 г. | Аурангабад (летище) 1981–2010, · екстремните стойности са за 1952–2012 г. | Аурангабад (летище) 1981–2010, · екстремните стойности са за 1952–2012 г. | Аурангабад (летище) 1981–2010, · екстремните стойности са за 1952–2012 г. | Аурангабад (летище) 1981–2010, · екстремните стойности са за 1952–2012 г. | Аурангабад (летище) 1981–2010, · екстремните стойности са за 1952–2012 г. | Аурангабад (летище) 1981–2010, · екстремните стойности са за 1952–2012 г. | Аурангабад (летище) 1981–2010, · екстремните стойности са за 1952–2012 г. | Аурангабад (летище) 1981–2010, · екстремните стойности са за 1952–2012 г. | Аурангабад (летище) 1981–2010, · екстремните стойности са за 1952–2012 г. | Аурангабад (летище) 1981–2010, · екстремните стойности са за 1952–2012 г. | Аурангабад (летище) 1981–2010, · екстремните стойности са за 1952–2012 г. |
| Месеци                                                                    | яну.                                                                      | фев.                                                                      | март                                                                      | апр.                                                                      | май                                                                       | юни                                                                       | юли                                                                       | авг.                                                                      | сеп.                                                                      | окт.                                                                      | ное.                                                                      | дек.                                                                      | Годишно                                                                   |
| Абсолютни максимални температури (°C)                                     | 34,2                                                                      | 37,8                                                                      | 40,6                                                                      | 43,6                                                                      | 43,6                                                                      | 43,0                                                                      | 37,1                                                                      | 35,6                                                                      | 37,0                                                                      | 37,6                                                                      | 34,6                                                                      | 33,6                                                                      | 43,6                                                                      |
| Средни максимални температури (°C)                                        | 29,2                                                                      | 31,8                                                                      | 35,7                                                                      | 38,6                                                                      | 39,4                                                                      | 34,7                                                                      | 30,2                                                                      | 29,0                                                                      | 30,4                                                                      | 31,6                                                                      | 30,2                                                                      | 28,7                                                                      | 32,5                                                                      |
| Средни минимални температури (°C)                                         | 12,2                                                                      | 14,2                                                                      | 18,5                                                                      | 22,4                                                                      | 24,4                                                                      | 23,4                                                                      | 22,2                                                                      | 21,5                                                                      | 21,2                                                                      | 18,5                                                                      | 14,7                                                                      | 11,8                                                                      | 18,8                                                                      |
| Абсолютни минимални температури (°C)                                      | 1,2                                                                       | 1,9                                                                       | 7,1                                                                       | 10,2                                                                      | 14,2                                                                      | 18,5                                                                      | 18,4                                                                      | 17,2                                                                      | 12,6                                                                      | 8,3                                                                       | 1,9                                                                       | 1,2                                                                       | 1,2                                                                       |
| Средни месечни валежи (mm)                                                | 3,3                                                                       | 2,2                                                                       | 6,0                                                                       | 3,9                                                                       | 19,5                                                                      | 137,4                                                                     | 164,8                                                                     | 170,7                                                                     | 170,7                                                                     | 76,8                                                                      | 19,2                                                                      | 10,1                                                                      | 789,7                                                                     |
| ------------------------------------------------------------------------- | ------------------------------------------------------------------------- | ------------------------------------------------------------------------- | ------------------------------------------------------------------------- | ------------------------------------------------------------------------- | ------------------------------------------------------------------------- | ------------------------------------------------------------------------- | ------------------------------------------------------------------------- | ------------------------------------------------------------------------- | ------------------------------------------------------------------------- | ------------------------------------------------------------------------- | ------------------------------------------------------------------------- | ------------------------------------------------------------------------- | ------------------------------------------------------------------------- |
| Източник: India Meteorological Department Weather Atlas                   |                                                                           |                                                                           |                                                                           |                                                                           |                                                                           |                                                                           |                                                                           |                                                                           |                                                                           |                                                                           |                                                                           |                                                                           |                                                                           |

## Население
| Религии в Аурангабад (2011) | Религии в Аурангабад (2011) | Религии в Аурангабад (2011) | Религии в Аурангабад (2011) | Религии в Аурангабад (2011) |
| --------------------------- | --------------------------- | --------------------------- | --------------------------- | --------------------------- |
| Религия                     |                             |                             | Процент                     |                             |
| Индуизъм                    | Индуизъм                    |                             | 51.07%                      | 51.07%                      |
| Ислям                       | Ислям                       |                             | 30.79%                      | 30.79%                      |
| Будизъм                     | Будизъм                     |                             | 15.17%                      | 15.17%                      |
| Джайнизъм                   | Джайнизъм                   |                             | 1.62%                       | 1.62%                       |
| Християнство                | Християнство                |                             | 0.85%                       | 0.85%                       |
| Други или непосочили        | Други или непосочили        |                             | 0.50%                       | 0.50%                       |

Броят на населението (2011) е 1 193 167 души. 11% от населението са деца до 6 години. Основни езици са маратхи и урду. Според данни от преброяването, 59,09% от населението говори маратхи, 14,76% говори урду. Хинди е основният език на 23,40% от жителите на града.

## Икономика
Преди четири века Аурангабад е бил важен търговски център на кръстопътя на пътищата на керваните, главно между пристанищата на Северозападна Индия и Декан. Сега той е един от най-важните туристически транзитни центрове в Индия поради близостта си до обектите на световното наследство на Аджанта и Елора. На границата между XX и XXI век градът се превръща в значителен индустриален център с развит образователен компонент и бързо нарастване на населението.

### Промишленост
Традиционно градът е бил център за производство на копринени и памучни платове. Комбинираната копринена и памучна тъкан, разработена тук, е известна като кимру. В момента значението на производството на коприна е намаляло, но някои манифактури продължават да поддържат традицията, включително Aurangabad Silk Mills и Standard Silk Mills. Копринените сарита пайтана (името им идва от близкия град Пайтана) също се правят в Аурангабад.
Основните индустрии днес са производството на фармацевтични продукти, черната металургия (обработка на стомана), производството на безалкохолни напитки и бира.
В покрайнините на града и извън него има индустриални зони: индустриален район Шендра, Чикалтхана, Валудж. Тук се намират заводите на редица международни индустриални корпорации, по-специално голям завод на компанията Audi.

### Банки и финанси
В началото на XXI век, с икономическия бум на града, всички големи частни и публични банки, опериращи в Индия, откриват клонове тук, включително Държавната банка на Индия, Държавната банка на Хайдерабад, Citibank, Deutsche Bank, ICICI Bank, Bank of India, HDFC Bank, YES Bank, SIDBI.

### Информационни технологии
Близостта на центровете за програмиране Мумбай, Хайдерабад и Пуна осигурява постоянно нарастване на броя на клоновете на софтуерни компании в града поради голямото му население и наличието на образователни центрове.

## Политика
Аурангабад има едно място в Лок Сабха, което след изборите през 2019 се заема от Сайед Имтияз Джалил, депутат от AIMIM. Аурангабад също е представен с три места в Асамблеята на щата: Аурангабад Запад, Аурангабад Изток и Аурангабад център.

## Транспорт

### Автомобилен транспорт
Автобусната компания Aurangabad Municipal Transport (AMT) работи в рамките на града и между града и неговите предградия.
Държавната корпорация за пътен транспорт на Махаращра (MSRTC) и няколко частни автобусни компании предоставят услуги между града и други населени места в щата.
Широко са разпространени авторикшите. Te имат таксиметрови апарати, плащането се изчислява въз основа на брояча и тарифната карта на водача.

### Въздушен транспорт
Летище Аурангабад обслужва вътрешни сезонни международни полети. Разположено е на около 5,5 km на изток от центъра града и на 11 km от жп гарата на Аурангабад, по протежение на държавната магистрала Аурангабад-Нагпур.

## Железопътен транспорт
Железопътната гара на Аурангабад (код на гарата: AWB) се намира в участъка Качигуда – Манмад от Хайдерабад (HYB) на южната централна железопътна линия (SCR). Движението става двупосочно през 2003 г. Най-престижният влак тук е Ajanta Express, който минава през Аурангабад между Качигуда и Манмад. Най-натовареният маршрут е между Аурангабад и Хайдерабад (няколко експресни и пътнически влакове). Между Аурангабад и Мумбай има значителен трафик, обслужван от четири нощни и два дневни влака, както и от удобния високоскоростен Janashatabdi Express (време за пътуване 6 часа и 30 минути).

## Атракции

### Паметници на културата в града и покрайнините
- Биби-Ка-Макбара – мавзолеят на съпругата на Аурангзеб в северозападната част на града.
- Пещерите Аурангабад – будистки пещерни храмове, издълбани в скалистите хълмове в района на университета и на северозапад извън града.
- Портите на Аурангабад – до днес са оцелели осем порти („дарваджа“) от тринадесетте, построени по време на моголите: Бхадкал, Дили, Рангин, Каткат, Рошан, Барапула, Пайтан, Кала-дарваджа. Най-старата и най-голямата от тях е портата Bhadkal Darwaja, до която се намира дворецът Naukhanda, принадлежал на низамите на Хайдарабад.

- Панчаки (19°53’22"N 75°18’56"E) – комплекс от водни мелници и рибовъдно стопанство: технологии от индийската древност. Според легендата комплексът е построен лично от Малик Амбар, основателят на града.

### Паметници на културата в околностите на града
- Аджанта – комплекс от пещерни храмове, паметник от Световното наследство.
- Елора – комплекс от пещерни храмове, паметник от Световното наследство.
- Даулатабад – на 16 km, полуизоставен укрепен град от XII - XIV век с крепостта Девагири на хълма, една от столиците на династията Туглак, загубил значение през първите десетилетия на VII век с прехвърлянето на административните функции на Аурангабад.
- Питалкора е комплекс от пещерни храмове Теравада от II век. пр.н.е., на 78 km северозападно от града.
- Хулдабад с гробницата на Аурангзеб и Долината на светците.